# 荣耀9X
荣耀9X（英語：Honor 9X）是一款由华为生产的荣耀发布的智能手机。它于2019年7月24日发布，支持第四代移动通信技术。

## 发布
2019年7月23日，荣耀公司在西安高新国际会议中心发布荣耀9X手机，赵明主持发布会。

## 特征

### 硬件
荣耀9X手机搭载麒麟810芯片，麒麟810芯片采用7nm制程，由2个2.27Ghz的A76大核心与6个1.88GHz的A55小核心组成，支持双卡双待。2019年6月21日，麒麟810安兔兔跑分曝光，麒麟810跑分为237437。
荣耀9X手机是采用升降式前摄的全面屏手机，前摄支持跌落智能回收保护功能，手机正面是一块完整的屏幕，屏幕尺寸6.59英寸。
荣耀9X手机搭载两个后置摄像头，后置主摄的像素为4800万，光圈为1.8。
荣耀9X手机为LCD屏幕手机，其电池容量为4000mAh。

### 软件
荣耀9X手机预装基于安卓9.0的EMUI 9.1系统,2021年9月15日，荣耀9X开启鸿蒙操作系统的公测。